# Friedrich Damian Schütz von Holzhausen

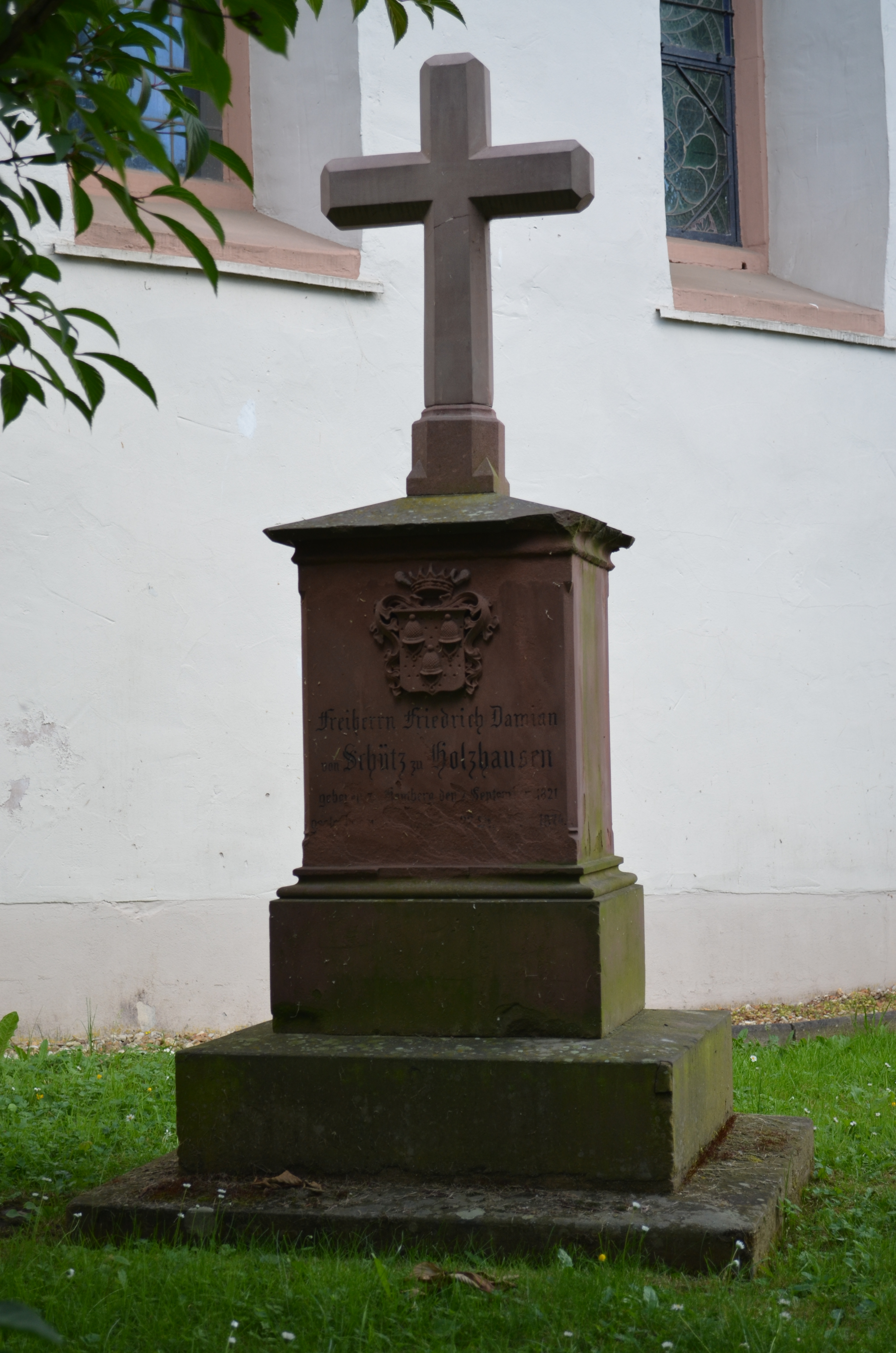
Gedenkkreuz für Friedrich Damian Schütz von Holzhausen hinter der Hohenfeld-Kapelle

Friedrich Damian Schütz von Holzhausen (* 1. September 1821 in Camberg; † 20. Juni 1853 in Wiesbaden) war ein nassauischer Politiker und Abgeordneter der Ständeversammlung und der 2. Kammer der Landstände des Herzogtums Nassau.

## Familie
Friedrich Damian Freiherr Schütz von Holzhausen war der Sohn des Gehörlosenschulgründers und Hofrates Hugo Schütz von Holzhausen  (* 31. Juli 1780 in Camberg; † 22. Juni 1847 in Wiesbaden) und seiner Frau Margarete Abel (* 7. März 1788 in Limburg; † 10. März 1840), die er 1820 in Idstein geheiratet hatte. 
Friedrich Damian Schütz von Holzhausen heiratete 1847 Antonie Karoline geborene Frings (* 25. Oktober 1826 in Uerdingen; † 28. Dezember 1878 in Wiesbaden), die Tochter des Kaufmanns Peter Rutger Frings. Friedrich Damian Schütz von Holzhausen war katholisch.

## Leben
Friedrich Damian Schütz von Holzhausen war Prokurator in Rüdesheim am Rhein und später in Camberg.
Nach der Märzrevolution wurde er 1848 für den Wahlkreis XIII (Eltville/Rüdesheim) in die Ständeversammlung gewählt. Nachdem er das Mandat niedergelegt hatte, wurde in einer Nachwahl Johann Jung gewählt, der das Mandat 1848 bis 1851 innehatte.
1852 wurde er für den Wahlkreis XVI (Idstein) in die Zweite Kammer der Landstände des Herzogtums Nassau gewählt, nahm das Mandat jedoch nicht an.